# شه‌تپه
شه‌تپه (به قزاقی: Shetpe) یک منطقهٔ مسکونی در قزاقستان است که در استان مین‌قشلاق واقع شده‌است. شه‌تپه ۱۳٬۳۴۶ نفر جمعیت دارد.